# Cantón de Bouillante
El cantón de Bouillante era una división administrativa francesa, que estaba situada en el departamento de Guadalupe y la región de Guadalupe.

## Composición
El cantón estaba formado por la comuna que le daba su nombre:
- Bouillante

## Supresión del cantón de Bouillante
En aplicación del Decreto nº 2014-235 de 24 de febrero de 2014, el cantón de Bouillante fue suprimido el 22 de marzo de 2015 y su comuna pasó a formar parte, una fracción del nuevo cantón de Sainte-Rose-1 y otra fracción del nuevo cantón de Vieux-Habitants.